# Testosterone acetate/testosterone undecanoate/testosterone valerate
Testosterone acetate/testosterone undecanoate/testosterone valerate (TA/TU/TV), được bán dưới tên thương hiệu Deposterona, là một hỗn hợp có nguồn gốc dầu của este testosterone để tiêm bắp được bán trên thị trường ở México và được sử dụng trong thuốc thú y. Thành phần của nó bao gồm:
- Testosterone axetat (12 mg/mL)
- Testosterone unecanoate (12 mg/mL)
- Testosterone valates (36 mg/mL)

Deposterona được mô tả về cơ bản là một sự thay thế liều thấp nhưng lâu dài hơn cho Sustanon.
Đây là công thức duy nhất của testosterone trên thị trường có chứa testosterone valates.